# Cenate Sopra
Cenate Sopra (AFI: /ʧeˈnate ˈsopra/ San Liù [sanliˈu] o Senàt San Liù [seˈnat sanliˈu , seˌnasːanliˈu] in dialetto bergamasco) è un comune italiano di 2 555 abitanti in provincia di Bergamo in Lombardia. Cenate Sopra confina con 5 comuni della stessa provincia.

## Geografia fisica

### Territorio
Situato all'imbocco della Valpredina, ai piedi del monte Misma, dista circa 14 chilometri ad est dal capoluogo orobico e circa 49 chilometri da quello Bresciano. 

## Origini del nome
Il toponimo definitivo di Cenate appare qualche decennio più tardi, precisamente nell'830, quando un documento di eredità recita Casa sua de Cenate.
Il nome precedente di Casco venne utilizzato per identificare una piccola contrada, vicino alla località di Sant'Ambrogio.

## Storia
Anche se molti storici hanno descritto il paese come un borgo di antiche origini, il primo documento che ne attesta l'esistenza risale all'anno 774, quando, nel Codex Diplomaticus viene nominato il borgo di Casco ("Re-gente per Orsone et Sabotino massarii in Cascas"), infatti come indicato in precedenza, il nome dell'attuale comune di Cenate Sopra era Casco; il nome restò in uso fino alla prima metà del XV secolo, seguito andò mano a mano a scomparire e all'inizio del XVI secolo, il toponimo era completamente scomparso, sostituito dall'attuale Cenate Sopra. Nell'830, un documento di eredità recita Casa sua de Cenate.
La parrocchia ed il capoluogo erano posti nell'attuale territorio di Cenate Sotto.
A tal riguardo, in epoca medievale, furono numerose le diatribe tra i due borghi del paese (allora chiamato Cenate San Martino) divisi tra loro dal torrente Tadone.
Questi sfociarono in ripetuti scontri dopo che San Carlo Borromeo decise di istituire, nel 1575, una seconda parrocchia, dedicata a San Leone, nell'attuale territorio del comune, dividendo di fatto il paese. La scissione amministrativa venne ratificata nel 1611.
Nel 1927 il paese fu accorpato in un'unica entità amministrativa con i comuni di Cenate Sotto e San Paolo d'Argon, prendendo il nome di Cenate d'Argon. Il tutto durò fino al 1948, quando le tre entità vennero nuovamente scisse in singoli comuni.

### Ricorrenze

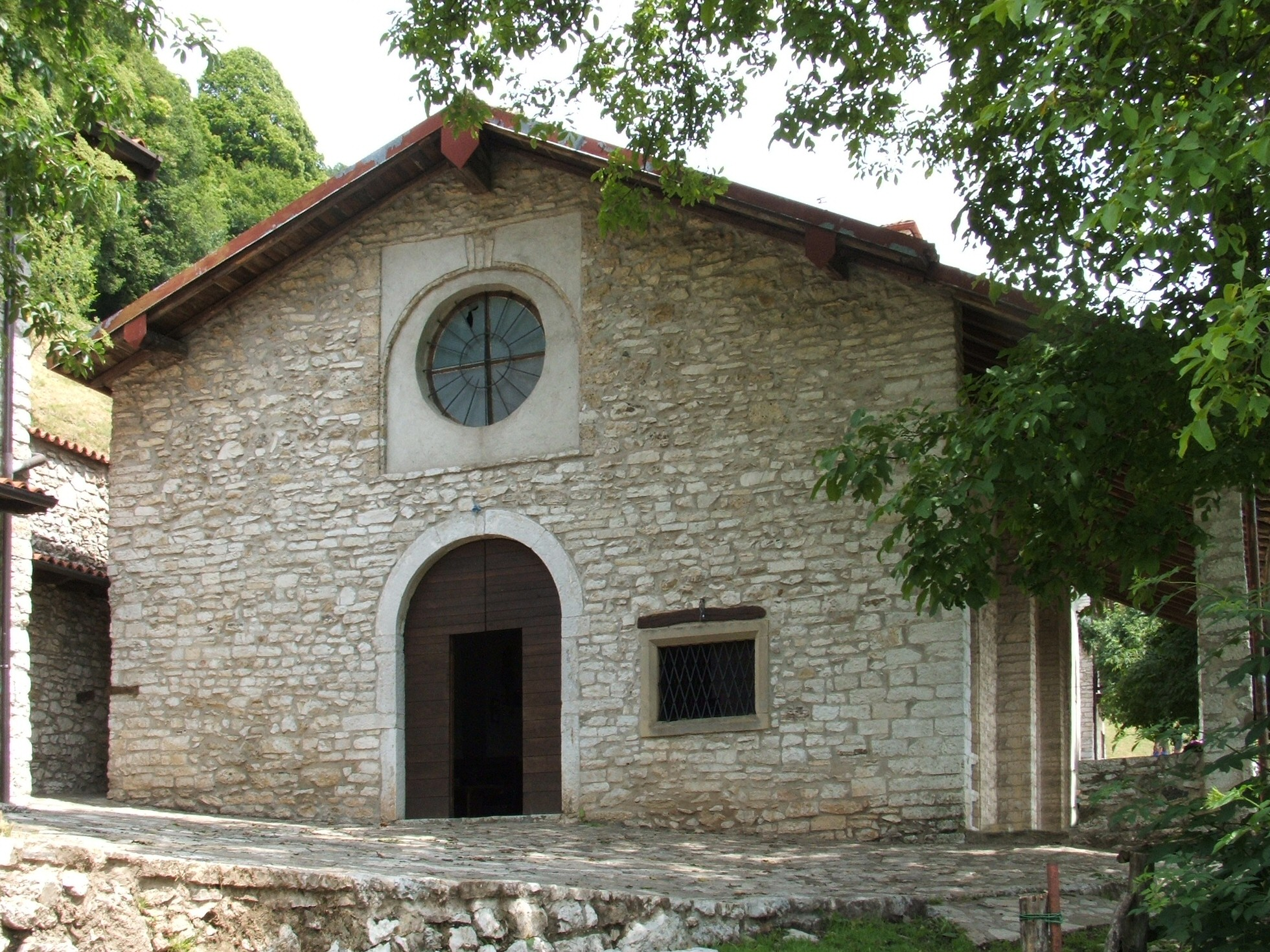
La chiesa di Santa Maria del Misma

Il patrono del paese è San Leone Magno, la cui ricorrenza è il 10 novembre. Ogni anno, in occasione della festa Patronale, viene organizzata la tradizionale sagra che, per quattro giorni, anima il paese con cene, musica dal vivo, balli e canti tradizionali; la festa di San Leone termina la domenica con la Processione con la statua del Santo, seguita poi dai mercatini, lo spettacolo pirotecnico e, dopo la cena, la commedia dialettale della compagnia "Chèi di San Liù".
La contrada di Sant'Ambrogio, che festeggia il proprio santo il 7 dicembre, ha l'aspetto di un borgo medioevale.
La contrada di Valpredina festeggia la ricorrenza della Santa Croce il 14 settembre; da qui si può accedere all'oasi del WWF.

### Simboli
Lo stemma comunale è stato concesso con decreto del presidente della Repubblica del 1º giugno 1998.
Il gonfalone è un drappo partito di giallo e di rosso.

## Monumenti e luoghi d'interesse
Di notevole interesse naturalistico risulta essere l'area posta alla base del monte Misma.
A tal riguardo vi è stata istituita un'area protetta denominata Riserva Regionale Valpredina, gestita dal WWF, nella quale si possono ammirare le specie protette di flora e fauna, nonché un orto botanico.

### Architetture religiose
Dal punto di vista artistico il paese presenta una serie di edifici sacri di particolare interesse.
In primo luogo vi è la chiesa parrocchiale, dedicata a san Leone Magno; che acquisì il titolo di parrocchiale nel 1611, anno in cui venne ratificata la scissione parrocchiale da Cenate Sotto. La chiesa fu edificata nel 1575 ma era di piccole dimensioni, quindi il parroco di allora affidò i lavori di abbattimento della vecchia e ricostruzione all'architetto Giovan Battista Caniana, dal 1832 la Chiesa custodisce la preziosa pala d'altare dell'Assunzione della Vergine Maria, dipinta da Giovan Battista Moroni nella seconda metà del XVI secolo trasferita dalla chiesa di Santa Maria del Misma a seguito di diversi tentativi di furto.
La chiesa poi venne ampliata nel 1923 per voglia del parroco don Giacomo Giudici, don Camillo Locatelli si occupò della decorazione interna e dell'innalzamento del campanile e don Francesco Danesi si occupò dell'intonaco esterno; nel 1954 venne cambiato il concerto campanario che, ancora tutt'oggi, presenta 8 campane in Reb3 calante fuse dalla fonderia Luigi D'Adda a Crema; nella primavera del 2022 è stata ripristinata la tastiera per il suono manuale d'allegrezza.
Nel 1992 la chiesa venne completamente restaurata dall'attuale parroco monsignor Lucio Carminati, in quell'occasione si provvide anche al restauro e ripristino del grande organo a canne.
La frazione e il paese festeggiano la festa patronale di san Leone il 10 novembre.
Nella chiesa Parrocchiale sono custodite opere di Fantoni (Madonna del Rosario, crocifissi nonché alcuni altari minori e altre opere), di Carlo Ceresa e di Francesco Capella:San Pietro appare a San Leone.
Inoltre vi è la chiesa di Sant'Ambrogio, posta nell'omonima contrada, risalente al XII secolo. Nel 1954 è stato ripristinato il concerto campanario con la fusione delle due campane maggiori requisite durante da seconda guerra mondiale, ossia il Si♭3 e il Do4 fuse dalla fonderia Luigi D'Adda di Crema, mentre le tre campane minori sono state fuse da Pruneri di Grosio nel 1894.
Appena fuori dal centro del paese, nella frazione di Valpredina, sorge la piccola chiesetta di Santa Croce, all'interno è possibile vedere il pregevole crocifisso realizzato dai Fantoni; la chiesetta possiede un piccolo concerto campanario composto da 3 bronzi in tonalità Mi♭4, fusi nel 1954 dalla fonderia Luigi D'Adda di Crema, in questa chiesa viene festeggiata la festa patronale di Santa Croce il 14 settembre.
All'estremo ovest, invece nella frazione Piazze, si trova la piccola chiesetta di San Gaetano, che festeggia il proprio patrono il 7 agosto.
Infine vi è il santuario di Santa Maria Assunta posto sul Monte Misma, raggiungibile solo a piedi: comunemente chiamata chiesetta di Misma, è uno dei luoghi più cari ai San Leonesi e una delle costruzioni più antiche del paese, costruita intorno XII secolo.

### Aree naturali
- Riserva naturale Oasi WWF di Valpredina

## Società

### Evoluzione demografica
Abitanti censiti

La prima registrazione del censimento demografico di Cenate sopra appare nel 1861, con un registro di circa 1 000 abitanti e fino al inizio del secondo decennio del XX secolo il comune sperimenta una crescita di circa 500 abitanti ma da lì fino agli anni settanta nota un calo demografico di circa 300 abitanti, da lì in poi ci sarà un’altra crescita che li porterà fino ai 2 500 abitanti nel 2019.

## Amministrazione
| Periodo        | Periodo        | Primo cittadino   | Partito                              | Carica      | Note |
| -------------- | -------------- | ----------------- | ------------------------------------ | ----------- | ---- |
| 1995           | 2004           | Giovanni Cattaneo | lista civica Monte Misma             | Sindaco     |      |
| 14 giugno 2004 | 26 maggio 2013 | Stefano Cattaneo  | lista civica Uniti per Cenate Sopra  | Sindaco     |      |
| 27 maggio 2013 | 10 giugno 2018 | Carlo Foglia      | lista civica Monte Misma             | Sindaco     |      |
| 11 giugno 2018 | 26 maggio 2019 | Alfredo Nappi     |                                      | Comm. pref. |      |
| 27 maggio 2019 | in carica      | Claudia Colleoni  | lista civica RinnoviAMO Cenate Sopra | Sindaco     |      |